# Velocità di filtrazione glomerulare
La velocità di filtrazione glomerulare è la velocità con cui si forma il filtrato renale a livello del corpuscolo renale. Si tratta propriamente di un flusso, misurato in millilitri al minuto (mL/min).
Un indice importante della VFG è la clearance di sostanze endogene ed esogene. La clearance renale di una sostanza è definita come il volume di plasma che il rene riesce a depurare da essa nell'unità di tempo; si tratta di un concetto astratto, ma che dà una stima della maggiore o minore efficienza del rene nell'eliminare dal sangue la sostanza in questione.
Le sostanze che vengono utilizzate come campione sono:
- inulina (polisaccaride esogeno);
- creatinina (endogena, derivata dal metabolismo muscolare);
- DTPA marcato con il radioisotopo Tc99.

## Filtrato
Nel filtrato renale troviamo principalmente acqua e ioni come Na+, K+, Cl-, HCO3-, PO43-, Ca2+, ma anche molecole più grosse come glucosio, aminoacidi, acido urico e urea.

## Fattori determinanti

A – corpuscolo renale
B – tubulo prossimale
C – tubulo contorto distale
D – juxtaglomerulare
1. Membrana basale
2. Capsula di Bowman - parietale
3. Capsula di Bowman - viscerale
3a. Pedicelli (podociti)
3b. Podociti
4. spazio di Bowman (spazio delle vie urinarie)
5a. Mesangium - cellule Intraglomerulari
5b. Mesangium – cellule extraglomerulari
6. Cellule granulari (cellule juxtaglomerulari)
7. Macula densa
8. Miociti (muscolatura liscia)
9. Arteriola afferente
10. Glomerulo Capillari
11. Arteriola efferente

La VFG è determinata da due fattori, il coefficiente di ultrafiltrazione Kf e la pressione netta di ultrafiltrazione ΔP. A sua volta P è uguale alla somma algebrica delle forze di Starling agenti localmente, ovvero tre su quattro, poiché la pressione oncotica all'interno della capsula di Bowman è nulla. In formule:

{\displaystyle VFG=Kf*{\mathcal {4}}P\ }

{\displaystyle {\mathcal {4}}P=Pg-\Pi g-Pb\ }

{\displaystyle VFG=Kf*\left(Pg-\Pi g-Pb\right)\ }

Le forze di Starling agenti sono a loro volta regolate a monte dall'entità delle resistenze dell'arteriola afferente e di quella efferente, a loro volta regolate da molecole segnale come ormoni e autacoidi.
Il coefficiente di ultrafiltrazione, invece, ha un valore pressoché costante e rappresenta le caratteristiche di permeabilità della membrana locale.

## Valori normali
Non è facile la determinazione di un preciso valore normale di riferimento, a causa della definizione stessa di valore normale e della difficoltà di misurarlo. La VFG di un adulto normale è in media 125 mL/min, per un totale di 180 L/giorno.
Valori di VFG al di sotto del 90 mL/min possono essere indicativi di insufficienza renale, la cui diagnosi spetta al medico e a cui si rimanda per una sua precisa classificazione.
Il valore di filtrazione glomerulare viene spesso normalizzato per l'area della superficie corporea (standard) di 1,73 m2, quindi l'unità di misura diventa mL/min/1,73 m2 o, più semplicemente, mL*1,73m2/min.